# Procambarus pubescens
Procambarus pubescens är en kräftdjursart som först beskrevs av Faxon 1884.  Procambarus pubescens ingår i släktet Procambarus och familjen Cambaridae. IUCN kategoriserar arten globalt som otillräckligt studerad. Inga underarter finns listade i Catalogue of Life.